# Adrian Purzycki
Adrian Purzycki (ur. 2 sierpnia 1997 w Siedlcach) – polski piłkarz grający na pozycji defensywnego pomocnika w polskim klubie Odra Opole. Oprócz polskiego posiada także obywatelstwo brytyjskie. Syn Daniela Purzyckiego.

## Kariera klubowa

### Wigan Athletic U18
Purzycki rozpoczął zawodową karierę w 2013 roku w młodzieżowym zespole angielskiego klubu Wigan Athletic.

### Fortuna Sittard
W sierpniu 2016 zadebiutował jako senior w rozgrywkach holenderskiej Eerste Divisie występując w barwach klubu Fortuna Sittard w meczu przeciwko Achilles '29.

### Miedź Legnica
W 2017 Purzycki podpisał kontrakt na grę w barwach Miedzi Legnica.

## Kariera reprezentacyjna

### Polska reprezentacja młodzieżowa piłki nożnej
W latach 2014–2016 Adrian Purzycki wielokrotnie reprezentował Polskę w rozgrywkach U-19 i U-21.